# Love and the Russian Winter
Love And The Russian Winter es el octavo CD de la banda inglesa Simply Red, fue sacado a la venta el 2 de noviembre de 1999. Este álbum obtuvo un mediano éxito para la banda, pero para la misma este fue un proyecto que los condujo a la cima de sus objetivos musicales. «Your eyes» y «Sky is a gypsy» son las canciones más destacadas de este disco.

## Lista de temas
1. «The spirit of live» - 4:42
2. «Ain't that a lot of love» - 3:55
3. «Your eyes» - 4:16
4. «The sky is a gipsy» - 4:34
5. «Back into the universe» - 3:50
6. «Words for girlfriends» - 5:07
7. «Thank you» - 4:01
8. «Man made the gun» - 4:56
9. «Close to you» - 4:34
10. «More than a dream» - 3:53
11. «Wave the old world goodbye» - 3:50

Edición japonesa
1. "The Spirit of Life" – 4:42
2. "Ain't That a Lot of Love" – 3:56
3. "Your Eyes" – 4:15
4. "The Sky Is a Gypsy" – 4:33
5. "Back into the Universe" – 3:48
6. "Words for Girlfriends" – 5:07
7. "Thank You" – 4:01
8. "Man Made the Gun" – 4:58
9. "Close to You" – 4:33
10. "Come On In My Kitchen" (Bonus track)
11. "More Than a Dream" – 3:52
12. "Wave the Old World Goodbye" – 3:46

### 2008Bonus tracksde la edición especial
1. "Ain't That a Lot of Love" (Phats & Small Mutant Disco Vocal Mix) – 6:08
2. "Ain't That a Lot of Love" (Club 69 Underground Dub Mx) – 6:36
3. "Your Eyes" (Mousse T Acoustic) – 3:54
4. "Your Eyes" (Ignorants Remix) – 4:41
5. "Your Eyes" (Jimmy Gomez Funky Mix) – 7:06